# Вильматье
Вильматье́ (фр. Villematier, окс. Vilamatièr) — коммуна во Франции, находится в регионе Юг — Пиренеи. Департамент — Верхняя Гаронна. Входит в состав кантона Вильмюр-сюр-Тарн. Округ коммуны — Тулуза.
Код INSEE коммуны — 31583.

## География
Коммуна расположена приблизительно в 570 км к югу от Парижа, в 26 км к северу от Тулузы.
На северо-востоке коммуны протекает река Тарн.

## Климат
Климат умеренно-океанический. Зима мягкая и снежная, весна характеризуется сильными дождями и грозами, лето сухое и жаркое, осень солнечная. Преобладают сильные юго-восточные и северо-западные ветры.

## Население
Население коммуны на 2010 год составляло 1022 человека.
| 1962 | 1968 | 1975 | 1982 | 1990 | 1999 | 2010 |
| ---- | ---- | ---- | ---- | ---- | ---- | ---- |
| 557  | 652  | 714  | 827  | 828  | 863  | 1022 |

## Администрация
| Период | Период | Фамилия            | Партия | Примечания |
| ------ | ------ | ------------------ | ------ | ---------- |
| 1945   | 1977   | Жан Изалье         |        |            |
| 1977   | 1995   | Анри Рамонду       |        |            |
| 1995   | 2002   | Даниэль Ру         |        |            |
| 2002   | 2008   | Лоранс Гомбер      |        |            |
| 2008   | 2020   | Жан-Мишель Жилибер |        |            |

## Экономика
В 2010 году среди 669 человек трудоспособного возраста (15—64 лет) 509 были экономически активными, 160 — неактивными (показатель активности — 76,1 %, в 1999 году было 73,4 %). Из 509 активных жителей работали 476 человек (253 мужчины и 223 женщины), безработных было 33 (9 мужчин и 24 женщины). Среди 160 неактивных 50 человек были учениками или студентами, 60 — пенсионерами, 50 были неактивными по другим причинам.

## Достопримечательности
- Церковь Св. Петра

## Фотогалерея

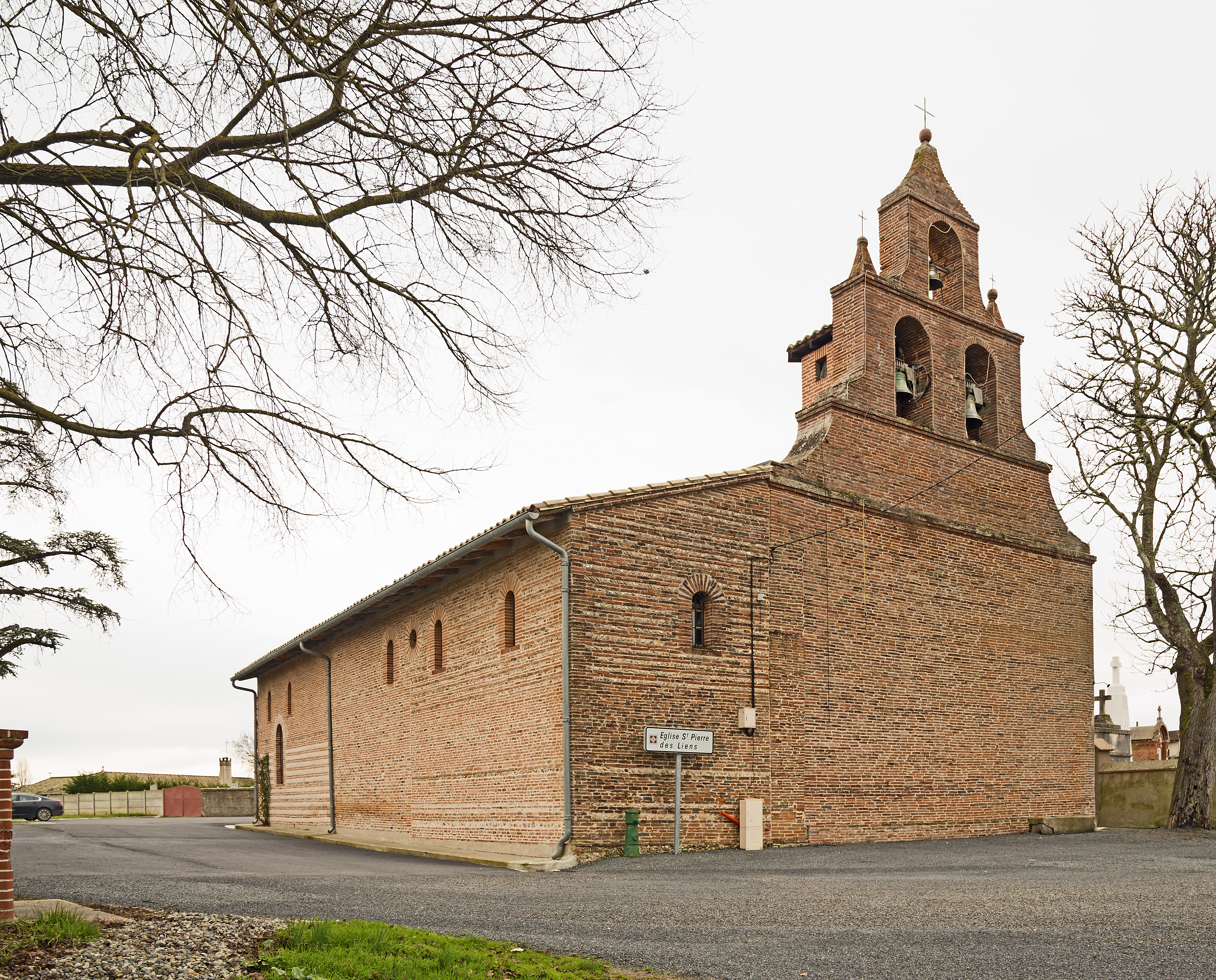
Церковь Св. Петра
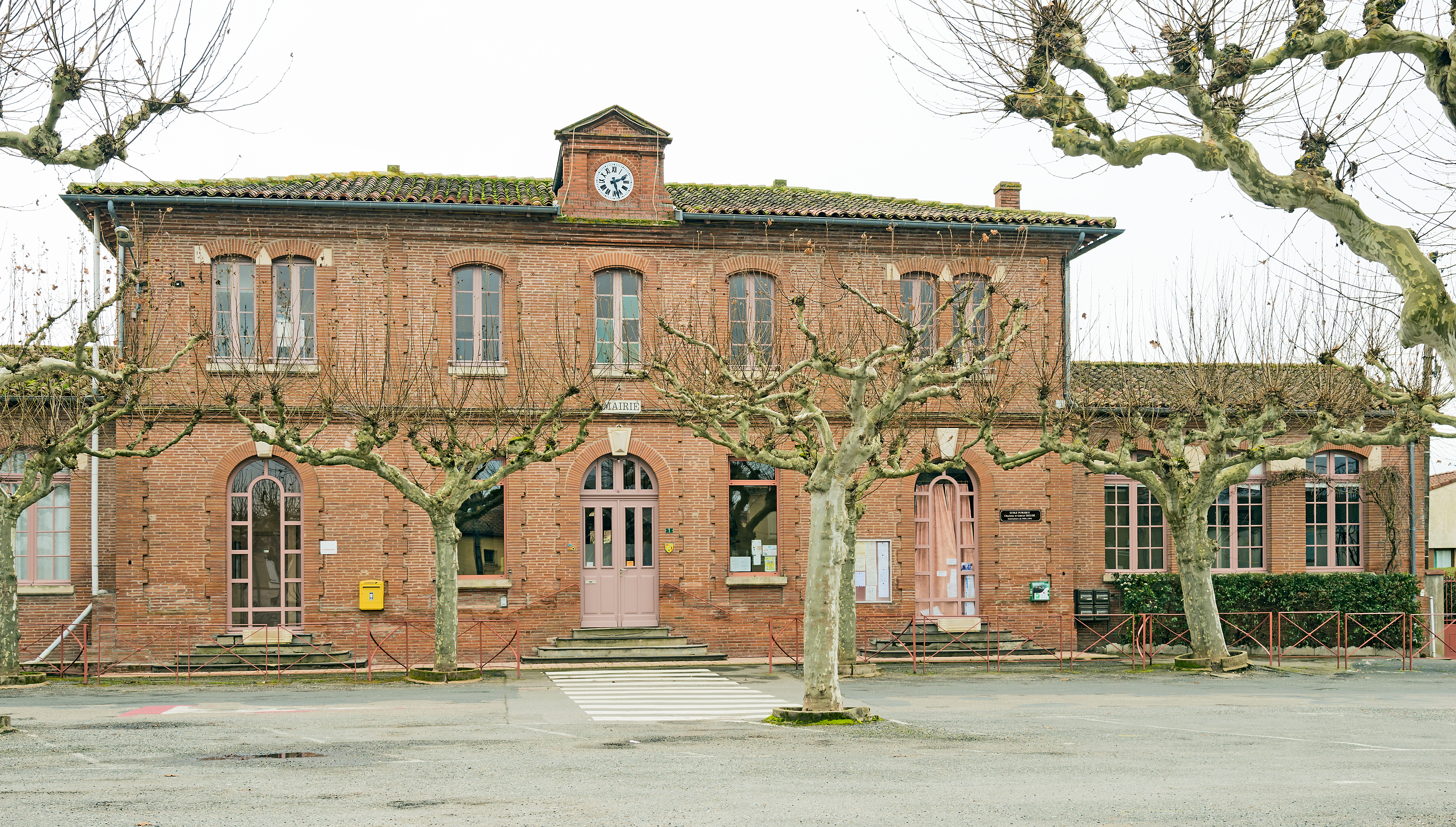
Мэрия
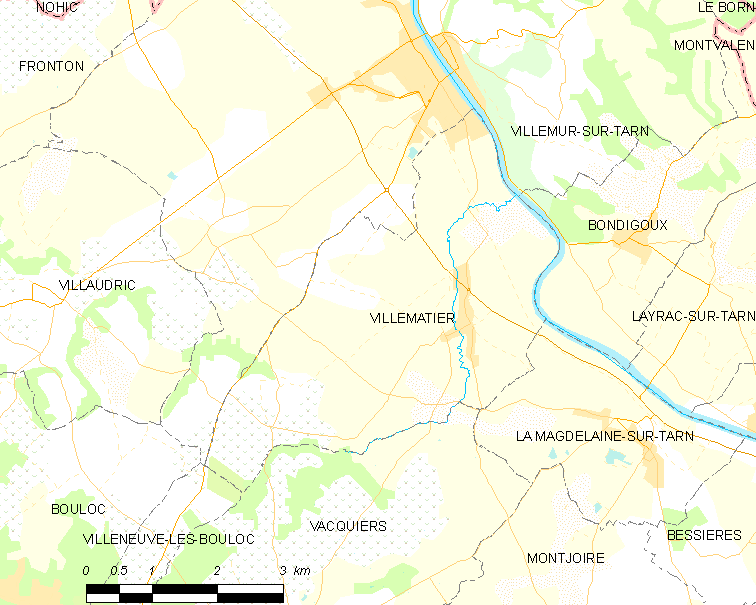
Карта коммуны